# Kecamatan Kotaagung (distrikt i Indonesien, Lampung)
Kecamatan Kotaagung är ett distrikt i Indonesien.   Det ligger i provinsen Lampung, i den västra delen av landet, 260 km väster om huvudstaden Jakarta.